# Пјубега
Пјубега (итал. Piubega) је насеље у Италији у округу Мантова, региону Ломбардија.
Према процени из 2011. у насељу је живело 835 становника. Насеље се налази на надморској висини од 40 м.

## Становништво
Према резултатима пописа становништва 2011. у општини је живело 1.768 становника.
| 1931. | 1936. | 1951. | 1961. | 1971. | 1981. | 1991. | 2001. | 2011. |
| ----- | ----- | ----- | ----- | ----- | ----- | ----- | ----- | ----- |
| 2.514 | 2.426 | 2.534 | 2.055 | 1.733 | 1.729 | 1.640 | 1.630 | 1.768 |